# 쥴 앤 짐
쥴 앤 짐 (프랑스어: Jules et Jim) 은 1962년 개봉한 프랑스의 누벨 바그, 로맨틱 드라마 영화이다. 프랑수아 트뤼포가 감독과 공동각본을 맡았으며, 앙리피에르 로셰의 동명 소설이 영화의 원작이다.

## 줄거리
제1차세계대전 당시 파리. 절친한 친구인 프랑스인 짐과 오스트리아인인 쥘은 둘 모두 까뜨린느와 사랑에 빠진다. 하지만 까뜨린느는 쥘과 결혼한다. 전쟁이 끝나고 짐은 오스트리아에서 이 커플을 다시 만난다. 까뜨린느는 쥘과의 생활이 행복하지 않다고 고백하고, 쥘은 짐이 애인이 되는 것을 허락한다.

## 출연

### 주연
- 잔 모로 - 카트린 역
- 오스카 베르너 - 쥴 역
- 앙리 세르 - 짐 역

### 조연
- 바나 우르비노 - 질베르트 역
- 보리스 바시악 - 알베르트 역
- 애니 넬슨 - 루시 역
- 사빈느 오드펭 - 사빈느 역
- 마리 뒤부아 - 테레스 역
- 미셸 쉬보르
- 장-루이 리샤르
- 피에르 파브레

## 기타
- 미술: 프레드 카펠